# Скалатська міська рада
Ска́латська міська́ ра́да — адміністративно-територіальна одиниця та орган місцевого самоврядування в Підволочиському районі Тернопільської області. Адміністративний центр — місто Скалат.

## Загальні відомості
- Територія ради: 5,73 км²
- Населення ради: 4 173 особи (станом на 2001 рік)

## Населені пункти
Міській раді підпорядковані населені пункти:
- м. Скалат
- с. Поплави

## Склад ради
Рада складається з 30 депутатів та голови.
- Голова ради: Савончак Петро Васильович
- Секретар ради: Китай Любов Григорівна

### Керівний склад попередніх скликань
| Прізвище, ім'я, по батькові     | Основні відомості                                                                  | Дата обрання | Дата звільнення |
| ------------------------------- | ---------------------------------------------------------------------------------- | ------------ | --------------- |
| Станьковська Наталія Михайлівна | Міський голова, 1953 року народження, освіта вища                                  | 26.03.2006   | 31.10.2010      |
| Станьковська Наталія Михайлівна | Міський голова, 1953 року народження, освіта вища, Політична партія «Наша Україна» | 31.10.2010   | 10.12.2015      |
| Савончак Петро Васильович       | Міський голова                                                                     | 10.12.2015   |                 |

Примітка: таблиця складена за даними сайту Верховної Ради України

## Місцеві вибори 2015
25 жовтня 2015 року вперше проводилися місцеві вибори в статусі громади.

### Депутати громади
| Найменування партії                    | К-сть голосів, поданих за місцеву організацію політичної партії | К-сть отриманих депутатських мандатів | %     |
| -------------------------------------- | --------------------------------------------------------------- | ------------------------------------- | ----- |
| «Громадянська позиція»                 | 2616                                                            | 10                                    | 38.46 |
| Всеукраїнське об'єднання «Батьківщина» | 1834                                                            | 7                                     | 26.92 |
| Блок Петра Порошенка «Солідарність»    | 1239                                                            | 5                                     | 19.23 |
| Всеукраїнське об'єднання «Свобода»     | 1236                                                            | 4                                     | 15.38 |

Депутатський склад громади становить 26 осіб:
1. Бабій Ігор Васильович
2. Васько Петро Зеновійович
3. Волянюк Любомир Теодозійович
4. Гирон Михайло Романович
5. Голик Анатолій Богданович
6. Гончарик Ольга Ярославівна
7. Гуменюк Зеновій Романович
8. Гуцалюк Роман Петрович
9. Заболотна Наталя Дмитрівна
10. Зємба Петро Франкович
11. Іщук Микола Володимирович
12. Касіян Василь Володимирович
13. Касіян Флоріан Григорович
14. Качор Микола Павлович
15. Кець Роман Михайлович
16. Лейцусь Володимир Васильович
17. Магмет Софія Михайлівна
18. Миць Ігор Несторович
19. Мудрий Михайло Любомирович
20. Пашкевич Дмитро Романович
21. Пилипів Олександра Тадеївна
22. Сарабун Сергій Йосипович
23. Свіршко Іван Михайлович
24. Стадник Назар Миронович
25. Фойт Ігор Михайлович
26. Штогрин Ігор Богданович